# Tom Bischof
Tom Bischof, né le 28 juin 2005 à Aschaffenbourg en Allemagne, est un footballeur international allemand qui évolue au poste de milieu offensif au Bayern Munich.

## Biographie

### En club

#### TSG 1899 Hoffenheim
Né à Aschaffenbourg en Allemagne, Tom Bischof est formé par le TSG Hoffenheim, qu'il rejoint en 2015 en provenance du TSV Amorbach. Considéré comme un très grand espoir du club, Bischof intéresse rapidement les plus grands clubs allemands, mais le 28 janvier 2022 il décide de signer un premier contrat professionnel avec Hoffenheim, le liant au club jusqu'en juin 2025.
Bischof joue son premier match en professionnel le 19 mars 2022, lors d'une rencontre de Bundesliga face au Hertha Berlin. Il entre en jeu lors de cette rencontre perdue par son équipe (3-0 score final). Cette apparition fait de lui le plus jeune joueur du TSG Hoffenheim à jouer un match de Bundesliga, à 16 ans et 263 jours. Il bat ainsi le record détenu jusqu'ici par Maximilian Beier. Il est également le troisième plus jeune débutant de l'histoire de la Bundesliga.
Le 18 octobre 2024, Bischof reçoit la médaille Fritz Walter d'or, qui récompense les meilleurs jeunes allemands, pour la catégorie des moins de 19 ans.

#### Bayern Munich
En fin de contrat avec Hoffenheim, Tom Bischof rejoint à l'été 2025 le Bayern Munich’. Il signe un contrat avec le club bavarois jusqu'en juin 2029.

### En sélection nationale

#### Sélections en équipes jeunes
Membre de l'équipe d'Allemagne des moins de 17 ans, Tom Bischof participe au championnat d'Europe des moins de 17 ans en 2022. Lors de cette compétition, il joue quatre matchs et marque un but. Les jeunes allemands se hissent jusqu'en quarts de finale, battus par la France aux tirs au but.
Avec les moins de 18 ans il joue sept matchs et marque deux buts, entre 2022 et 2023. Il officie également comme capitaine à une reprise.

#### Sélection en équipe A
Le 22 mai 2025, Tom Bischof est convoqué pour la première fois en équipe d'Allemagne par Julian Nagelsmann pour disputer le Final Four de la Ligue des nations’.

## Style de jeu
Milieu offensif gaucher de type numéro 10, Tom Bischof est notamment comparé à Mario Götze pour son style de jeu. Joueur créatif porté vers l'offensif, il est décrit comme un joueur doué techniquement, capable d'accélérer le jeu par la qualité de ses passes ou bien balle au pied avec des dribbles. Il est également capable de jouer un peu plus bas au milieu de terrain, dans une position de numéro 8.

## Statistiques détaillées

### Détaillées
| Saison                | Club                  | Championnat           | Championnat | Championnat | Championnat | Coupe(s) nationale(s) | Coupe(s) nationale(s) | Coupe(s) nationale(s) | Supercoupe | Supercoupe | Supercoupe | Compétition(s) continentale(s) | Compétition(s) continentale(s) | Compétition(s) continentale(s) | Compétition(s) continentale(s) | Coupe du monde des clubs | Coupe du monde des clubs | Coupe du monde des clubs | Allemagne | Allemagne | Allemagne | Total | Total | Total |
| Saison                | Club                  | Division              | M.          | B.          | P.d.        | M.                    | B.                    | P.d.                  | M.         | B.         | P.d.       | Comp.                          | M.                             | B.                             | P.d.                           | M.                       | B.                       | P.d.                     | M.        | B.        | P.d.      | M.    | B.    | P.d.  |
| 2021-2022             | TSG Hoffenheim        | Bundesliga            | 1           | 0           | 0           | -                     | -                     | -                     | -          | -          | -          | -                              | -                              | -                              | -                              | -                        | -                        | -                        | -         | -         | -         | 1     | 0     | 0     |
| 2022-2023             | TSG Hoffenheim        | Bundesliga            | 11          | 0           | 1           | 3                     | 0                     | 0                     | -          | -          | -          | -                              | -                              | -                              | -                              | -                        | -                        | -                        | -         | -         | -         | 14    | 0     | 1     |
| 2023-2024             | TSG Hoffenheim        | Bundesliga            | 13          | 0           | 1           | 1                     | 0                     | 0                     | -          | -          | -          | -                              | -                              | -                              | -                              | -                        | -                        | -                        | -         | -         | -         | 14    | 0     | 1     |
| 2024-2025             | TSG Hoffenheim        | Bundesliga            | 31          | 5           | 2           | 2                     | 0                     | 0                     | -          | -          | -          | C3                             | 8                              | 1                              | 1                              | -                        | -                        | -                        | 1         | 0         | 0         | 42    | 6     | 3     |
| Sous-total            | Sous-total            | Sous-total            | 56          | 5           | 4           | 6                     | 0                     | 0                     | -          | -          | -          | -                              | 8                              | 1                              | 1                              | -                        | -                        | -                        | 1         | 0         | 0         | 71    | 6     | 5     |
| 2024-2025             | Bayern Munich         | Bundesliga            | -           | -           | -           | -                     | -                     | -                     | -          | -          | -          | -                              | -                              | -                              | -                              | 1                        | 0                        | 0                        | -         | -         | -         | 1     | 0     | 0     |
| 2025-2026             | Bayern Munich         | Bundesliga            | -           | -           | -           | -                     | -                     | -                     | 1          | 0          | 0          | C1                             | -                              | -                              | -                              | -                        | -                        | -                        | -         | -         | -         | 1     | 0     | 0     |
| Sous-total            | Sous-total            | Sous-total            | -           | -           | -           | -                     | -                     | -                     | 1          | 0          | 0          | -                              | -                              | -                              | -                              | 1                        | 0                        | 0                        | -         | -         | -         | 2     | 0     | 0     |
| Total sur la carrière | Total sur la carrière | Total sur la carrière | 56          | 5           | 4           | 6                     | 0                     | 0                     | 1          | 0          | 0          | -                              | 8                              | 1                              | 1                              | 1                        | 0                        | 0                        | 1         | 0         | 0         | 73    | 6     | 5     |

### En sélection nationale
| Saison                | Sélection             | Phases finales              | Phases finales | Phases finales | Phases finales | Éliminatoires | Éliminatoires | Éliminatoires | Ligue des nations | Ligue des nations | Ligue des nations | Matchs amicaux | Matchs amicaux | Matchs amicaux | Total | Total | Total |
| Saison                | Sélection             | Compétition                 | M              | B              | Pd             | M             | B             | Pd            | M                 | B                 | Pd                | M              | B              | Pd             | M     | B     | Pd    |
| --------------------- | --------------------- | --------------------------- | -------------- | -------------- | -------------- | ------------- | ------------- | ------------- | ----------------- | ----------------- | ----------------- | -------------- | -------------- | -------------- | ----- | ----- | ----- |
| 2024-2025             | Allemagne             | Ligue des nations 2024-2025 | 1              | 0              | 0              | -             | -             | -             | -                 | -                 | -                 | -              | -              | -              | 1     | 0     | 0     |
| Total sur la carrière | Total sur la carrière | Total sur la carrière       | 1              | 0              | 0              | -             | -             | -             | -                 | -                 | -                 | -              | -              | -              | 1     | 0     | 0     |

## Palmarès

### Distinction personnelle
- Médaille Fritz Walter d'or dans la catégorie U19 masculin en 2024[5]